# Lonicera tomentella
Lonicera tomentella är en kaprifolväxtart som beskrevs av Joseph Dalton Hooker och Thoms. Lonicera tomentella ingår i släktet tryar, och familjen kaprifolväxter. Utöver nominatformen finns också underarten L. t. tsarongensis.